# 누카타정
누카타정(額田町)은 아이치현 누카타군에 설치되었던 정이다. 현재의 오카자키시에 해당한다.

## 개요
예로부터 겐지, 아시카가씨 등 호족과 관계가 깊은 땅이며 천은사 등이 그것의 대표적이다.

## 지리
미카와 산지 남서부에 위치한 누카타 정은 오카자키시의 동부를 차지하는 지구로 나고야 시에서 약 46㎞ 거리에 있다. 서쪽에서 시계 방향으로 오카자키시, 도요타시, 신시로시, 도요카와시가 인접한다.

## 역사
- 1956년 9월 30일 - 누카타군 도요토미촌, 미야자키촌, 가타노촌, 시모야마촌의 일부가 합병해 누카타정이 성립하였다.
- 2006년 1월 1일 - 오카자키시에 편입되었다.

## 경제
제조품 출하액(2002년)은 1023억6209만엔(공업통계)이며 주요 산업은 수송기기, 금속제품, 식료품, 요업토석이다.
마을 업종별 공업 출하액 추이
- ×는 공표를 보류한 기업, -는 생산하지 않는 기업
- 1955년·쇼와 59년은 종업원 4인 이상 공장의 합계 금액

| 산업          | 쇼와47 | 쇼와49 | 쇼와51 | 쇼와53  | 쇼와55  | 쇼와57  | 쇼와59  |
| ------------- | ------ | ------ | ------ | ------- | ------- | ------- | ------- |
| 식료품        | 10518  | 13857  | 17478  | 71617   | 262755  | 349314  | 333100  |
| 섬유 공업     | 14264  | 15315  | 28855  | 30791   | 48693   | 20900   | 19200   |
| 의류 신변품   | ×      | ×      | 1761   | 23054   | 39046   | ×       | 38800   |
| 목재 제품     | 22622  | 40434  | 40738  | 30059   | 44070   | 45813   | 45400   |
| 가구 장식품   | ×      | 12249  | ×      | -       | -       | ×       | 6400    |
| 출판 인쇄     | -      | -      | -      | ×       | -       | -       | 1500    |
| 화학 공업     | -      | -      | -      | -       | -       | ×       | 43000   |
| 요업·토석제품 | 48068  | 101931 | 79430  | 116441  | 150828  | 723882  | 107400  |
| 철강업        | -      | -      | -      | ×       | 990686  | ×       | 991900  |
| 금속 제품     | 785    | 3519   | 253913 | 516086  | 159136  | 459962  | 681000  |
| 기계          | 105603 | 208151 | 24258  | 35548   | 402252  | 71214   | 160600  |
| 전기 기계     | ×      | ×      | ×      | 8269    | ×       | -       | 700     |
| 수송 기계     | 52055  | 106794 | 296559 | 508306  | 678473  | 668600  | 1040000 |
| 그 외         | ×      | ×      | ×      | ×       | -       | -       | 991100  |
| 총액          | 261105 | 513371 | 767276 | 1362374 | 2427569 | 3316509 | 4380100 |

## 시설
동네 전역에서는 간이 수도를 사용하여 수돗물을 공급하고 있다.
건설은 사쿠라가타 간이 수도에서 시작되어 남부 간이 수도, 미야자키 간이 수도, 하산 간이 수도, 호쿠 간이 수도, 북부 간이 수도가 완성되어 사용되고 있다.
오가와 수계 수도 시설 개요
| 시설명                 | 계획1일최대공급량（m3） | 계획 급수 인구（명） | 설치 연도          |
| ---------------------- | ----------------------- | -------------------- | ------------------ |
| 마키하라 간이 급수시설 | 7.05                    | 47                   | 쇼와46년           |
| 실내 간이 급수시설     | 7.0                     | 35                   | 쇼와58년           |
| 미야자키 간이수도      | 258.0                   | 997                  | 쇼와53년           |
| 남부 간이수도          | 2120.0                  | 4370                 | 쇼와49年〜쇼와51년 |
| 강변 간이 급수시설     | 12.0                    | 80                   | 쇼와50년           |
| 오시로 간이 급수시설   | 14.7                    | 98                   | 쇼와47년           |
| 쓰야마 간이수도        | 114.0                   | 532                  | 쇼와54년           |
| 테라노 식수 공급 시설  | 18.4                    | 92                   | 쇼와55년           |
| 계                     | 2551.15                 | 6251                 |                    |

오쓰강 수계 수도시설 개요
| 시설명                  | 계획 1일 최대 공급량（m3） | 계획급수인구(명) | 설치연도           |
| ----------------------- | -------------------------- | ---------------- | ------------------ |
| 키노시타 식수 공급 시설 | 14.85                      | 99               | 쇼와51년           |
| 사쿠라가타 간이 수도    | 100.0                      | 540              | 쇼와46년〜쇼와47년 |
| 북부 간이 수도          | 300.0                      | 760              | 쇼와59년〜쇼와60년 |
| 오구스 간이 급수 시설   | 6.75                       | 45               | 쇼와51년           |
| 호쿠 간이 수도          | 66.0                       | 269              | 쇼와56년〜쇼와55년 |
| 계                      | 487.60                     | 1713             |                    |

## 교통

### 도로
- 국도 제301호선
- 국도 제473호선